# Boogaloo-bevægelsen
Boogaloo-bevægelsen, hvis tilhængere ofte kaldes boogaloo boys eller boogaloo bois, er en løst organiseret højreradikal, anti-regerings- og ekstremistisk politisk bevægelse i USA. Bevægelsen er også beskrevet som en milits. Boogaloo-deltagere siger at de forbereder sig på, eller søger at tilskynde til, en ny amerikansk borgerkrig som de kalder boogaloo. Ordet boogaloo er blev brugt på det ukonventionelle imageboard-website 4chan siden 2012, men blev ikke alment kendt før i slutningen af 2019. Deltagere bruger, for at undgå censur på sociale medier, ordet boogaloo og varianter heraf til at referere til voldelige oprør mod den føderale regering eller amerikanske venstrefløjspolitikere, som tit forventes at komme efter myndighedernes konfiskation af skydevåben.
Bevægelsen består af pro-våben og, anti-regerings-grupper. Den præcise ideologi for hver gruppe er forskellig, og synspunkter om emner som race varierer kraftigt. Nogle er white supremacist eller nynazistiske grupper som tror at kommende uroligheder vil blive en racekrig. Der er også grupper som fordømmer rascisme og white supremacy, skønt nogle individuelle deltageres forsøg på at støtte anti-racistiske grupper og bevægelser som Black Lives Matter er blevet mødt med forsigtighed og skepsis, da forskere er usikre på om de er ægte eller beregnet til at tilsløre bevægelsens faktiske mål. Boogaloo-bevægelsen er først og fremmest organiseret online, og deltagere er mødt personligt frem ved begivenheder som protester mod corona-nedlukninger og George Floyds død. Svært bevæbnede boogaloo-medlemmer kan ofte genkendes på at de er klædt i hawaiiskjorter og militære kampuniformer.
Siden 2019 er mindst 31 personer med tilknytning til boogaloo-bevægelsen blevet tiltalt for forbrydelser, herunder drab på to betjente, en planlagt bortførelse af guvernør i Michigan Gretchen Whitmer og hændelser i forbindelse med George Floyd-protester. I midten af 2020 har flere firmaer forsøgt at begrænse bevægelsens aktiviteter og synlighed på deres sociale medier og chat-platforme.